# Yvo Van Herp
Pour les articles homonymes, voir Van Herp.
Yves Yvo Van Herp, né le 4 décembre 1949, est un joueur de football international belge actif durant les années 1970. Il effectue l'essentiel de sa carrière au FC Malines.

## Carrière en club
Yvo Van Herp joue ses premiers matches avec le FC Malines lors de la saison 1969-1970. Le club évolue alors en deuxième division. Devenu rapidement titulaire, Van Herp aide son équipe à signer son retour en Division 1 en 1971, grâce à une deuxième place finale. Il conserve sa place dans le onze de base après la montée et ses bonnes prestations sont remarquées par Raymond Goethals, le sélectionneur de l'équipe nationale belge, qui le convoque à quatre reprises en 1973 et 1974.
Il n'est plus appelé ensuite et en 1976, il quitte Malines pour rejoindre La Gantoise, qui évolue alors en Division 2. Après deux ans, il part à Willebroek, en Division 3, où il met un terme à sa carrière de joueur en 1981.

### Statistiques
| Saison                | Club                  | Championnat           | Championnat | Championnat | Coupe(s) nationale(s) | Coupe(s) nationale(s) | Total | Total |
| Saison                | Club                  | Division              | M.          | B.          | M.                    | B.                    | M.    | B.    |
| 1969-1970             | FC Malines            | Division 2            | -           | -           | -                     | -                     | 0     | 0     |
| 1970-1971             | FC Malines            | Division 2            | -           | -           | -                     | -                     | 0     | 0     |
| 1971-1972             | FC Malines            | Division 1            | -           | -           | -                     | -                     | 0     | 0     |
| 1972-1973             | FC Malines            | Division 1            | -           | -           | -                     | -                     | 0     | 0     |
| 1973-1974             | FC Malines            | Division 1            | -           | -           | -                     | -                     | 0     | 0     |
| 1974-1975             | FC Malines            | Division 1            | -           | -           | -                     | -                     | 0     | 0     |
| 1975-1976             | FC Malines            | Division 1            | -           | -           | -                     | -                     | 0     | 0     |
| Sous-total            | Sous-total            | Sous-total            | -           | -           | -                     | -                     | 0     | 0     |
| 1976-1977             | KAA La Gantoise       | Division 2            | -           | -           | -                     | -                     | 0     | 0     |
| 1977-1978             | KAA La Gantoise       | Division 2            | -           | -           | -                     | -                     | 0     | 0     |
| Sous-total            | Sous-total            | Sous-total            | -           | -           | -                     | -                     | 0     | 0     |
| 1978-1979             | K. Willebroekse SV    | Division 3            | -           | -           | -                     | -                     | 0     | 0     |
| 1979-1980             | K. Willebroekse SV    | Division 3            | -           | -           | -                     | -                     | 0     | 0     |
| 1980-1981             | K. Willebroekse SV    | Division 3            | -           | -           | -                     | -                     | 0     | 0     |
| Sous-total            | Sous-total            | Sous-total            | -           | -           | -                     | -                     | 0     | 0     |
| Total sur la carrière | Total sur la carrière | Total sur la carrière | 1           | 0           | 0                     | 0                     | 1     | 0     |

## Carrière internationale
Yvo Van Herp compte quatre convocations en équipe nationale belge, pour trois matches joués. Il dispute son premier match avec les « Diables Rouges » le 31 octobre 1973 contre la Norvège et son dernier le 1er juin 1974 face à l'Écosse. Il inscrit son seul but avec l'équipe belge le 1er mai 1974 à l'occasion d'un déplacement en Suisse, but qui permet à la Belgique de s'imposer 0-1.
Il dispute également quatre rencontres avec l'équipe nationale juniors (moins de 19 ans) en 1968 et 1969.

### Liste des sélections en équipe nationale
Le tableau ci-dessous reprend toutes les sélections d'Yves Van Herp. Les matches qu'il ne joue pas sont indiqués en italique. Le score de la Belgique est toujours indiqué en gras.
| Date       | Compétition                                  | Adversaire | Lieu      | Score | Remarque    |
| ---------- | -------------------------------------------- | ---------- | --------- | ----- | ----------- |
| 31/10/1973 | Éliminatoires Coupe du monde 1974 (Groupe 3) | Norvège    | Bruxelles | 2-0   |             |
| 01/05/1974 | Match amical                                 | Suisse     | Genève    | 0-1   | But inscrit |
| 01/06/1974 | Match amical                                 | Écosse     | Bruges    | 2-1   |             |
| 08/09/1974 | Éliminatoires Euro 1976 (Groupe 7)           | Islande    | Reykjavik | 0-2   |             |